# Portique de manutention
Pour les articles homonymes, voir Portique.

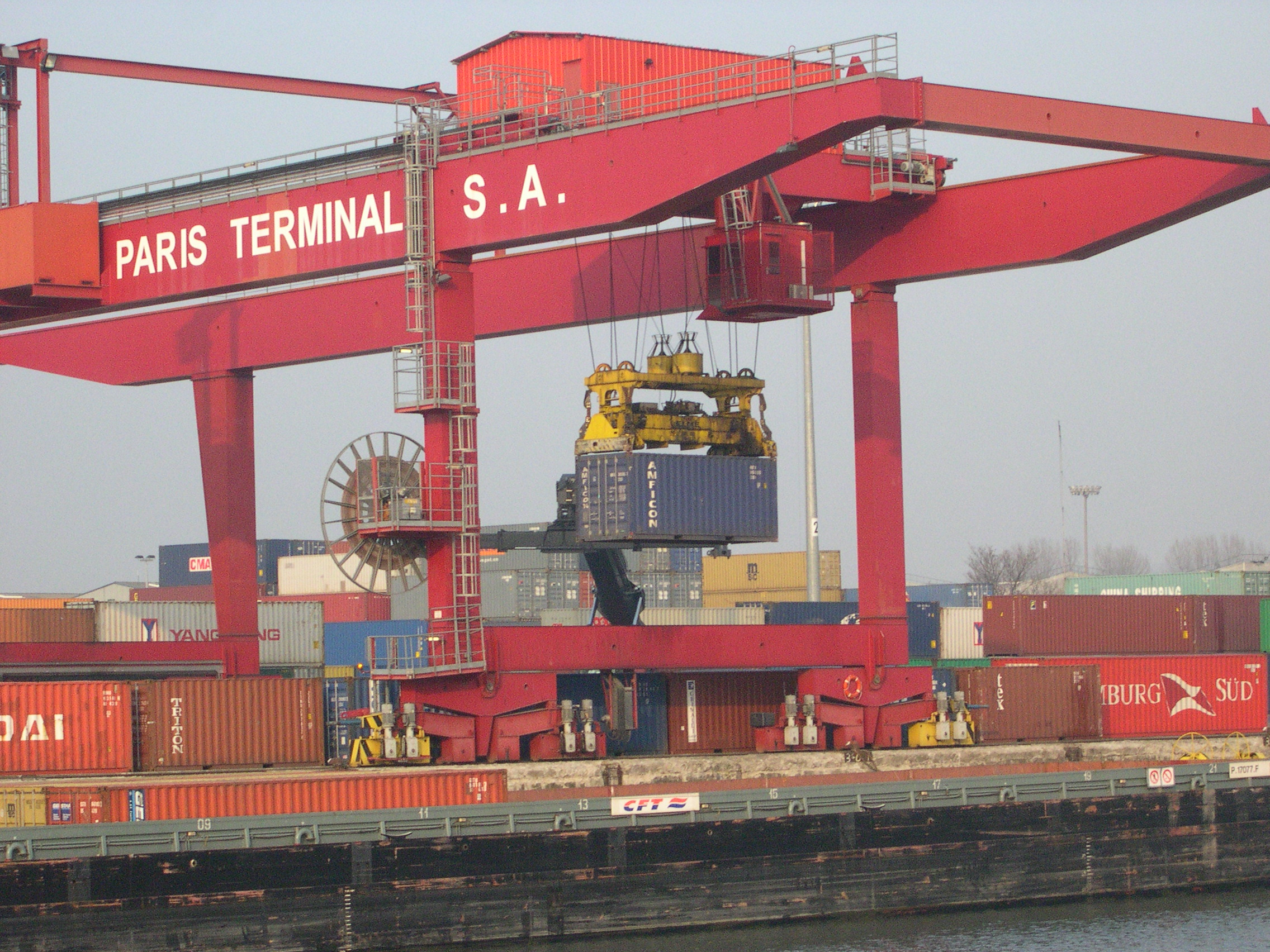
Manutention de conteneurs au port de Gennevilliers.

Un portique de levage est un appareil de levage pour charges lourdes, autonome, utilisé principalement sur de grandes aires de stockage à l'air libre, telles que les ports, les parcs de matières en vrac ou produits industriels de masse.

## Description
Le portique remplit sensiblement les mêmes fonctions qu'un pont roulant dont il ne diffère que par le principe de fonctionnement. Un pont roulant circule sur un chemin de roulement situé en hauteur sur des poutres en acier ou en béton positionnées sur des poteaux.
Le portique, quant à lui, circule sur une bande de roulement, généralement constituée de rails situés à même le sol. L'appareil se compose de quatre poutres verticales. Les deux poutres composant la largeur sont solidarisées. Au sommet de l'ensemble, dans le sens de la longueur, sont installées deux poutres longitudinales, elles aussi solidarisées, sur lesquelles repose un chemin de roulement composé de rails. Sur ces rails circule un chariot qui supporte effectivement le matériel de levage lui-même qui se compose d'un ou deux treuils sur lesquels s'enroulent les câbles de levage ainsi que le moyen de préhension qui peut être un palan, une pince hydraulique, un grappin ou un électro-aimant. Une cabine de conduite suspendue complète l'installation.
Le principe décrit ci-dessus concerne les gros portiques. Il existe aussi des petits portiques mono-poutre. De même, les ensembles peuvent être constitués de poutre en H mais aussi de poutres tubulaires.
L'alimentation du portique est électrique, généralement par un enrouleur à câble.
Il existe des engins hybrides posés d'un côté sur un rail au sol et de l'autre sur un chemin de roulement sur poutres en hauteur. On parle à ce moment de « semi-portiques ».

## Modèles de grande taille
Les portiques les plus gros sont ceux utilisés dans les chantiers navals. Ceux-ci, d'une taille imposante, sont particulièrement puissants, mais aussi lents étant donné leur mouflage.
Par exemple, le TGP (« Très Grand Portique ») des Chantiers de l'Atlantique a été mis en service en mars 2014. Il peut soulever des blocs pesant jusqu'à 1 400 t et mesurant 40 m de long. Coûtant 30 M€ et pesant 5 000 t, il s'agit du plus grand et du plus puissant portique d’Europe,.

## Portique de train-usine

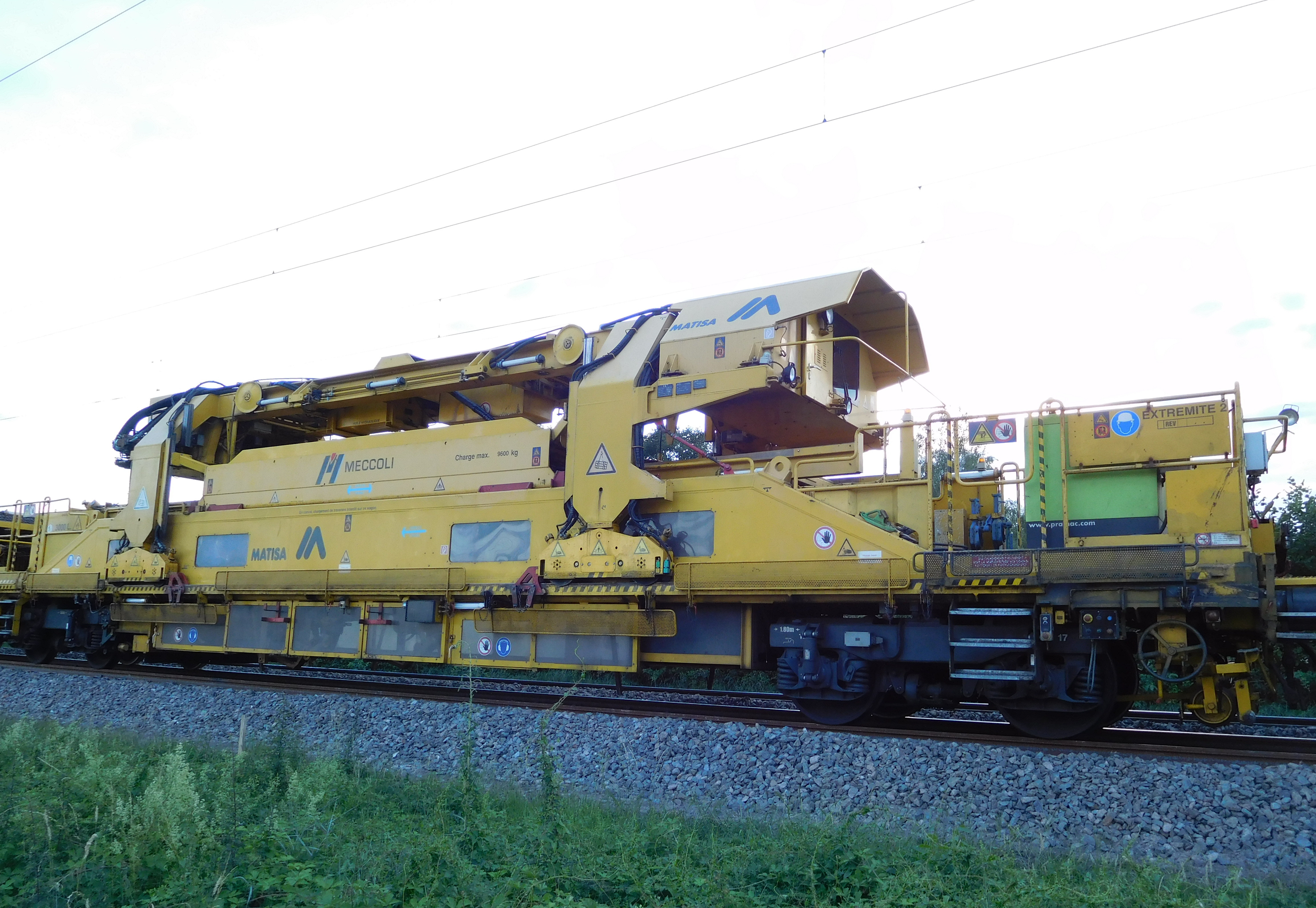
Portique de train-usine.

Le portique, contrôlé par un opérateur en cabine, alimente le train-usine (train de construction) depuis les rames de wagons de traverses. Il transporte au moins vingt traverses sur le convoi en se déplaçant rapidement sur un chemin de roulement présent sur les wagons de transport de traverses et sur le train-usine.

## Installation
L'exigence générale pour l'installation de grues à portique est d'assurer une intensité et un coût de travail minimums. Et souvent aussi, il est nécessaire de soulever celles entièrement assemblées sur le site d'installation en position de travail. Les grues à portique avec des supports à deux piliers sont généralement fabriquées avec les entretoises articulées au pont. Cela permet à la grue de s'auto-élever en serrant les bases des piliers avec des palans de montage.
Les pont-portiques en aluminium sont généralement des grues à portique mobiles. L'avantage d'une conception légère les rend plus portables et plus faciles à transporter vers un autre emplacement par rapport aux portiques en acier. En raison de l'utilisation généralisée des grues automotrices à flèche, y compris celles ayant une grande capacité de levage (100 à 250 tonnes), le pont de grues à portiques est de plus en plus soulevé avec deux grues à flèche automotrices. L'installation des grues à portique doit être effectuée en serrant les piliers ou en utilisant d'autres grues. Pour les grues d'une hauteur de levage relativement importante, ces méthodes ne sont pas toujours acceptables. La longueur considérable des piliers des supports, qui présentent un angle d'inclinaison dans la période initiale d'installation, rend leur serrage difficile.
Parfois, il n'est pas possible d'utiliser des grues à flèche avec les paramètres requis. Dans ce cas, la méthode d'installation peut être utilisée avec le levage initial des supports jusqu'à la position de travail, dans laquelle ils sont maintenus par un système d'entretoises. Ensuite, à l'aide de palans dont les clips supérieurs sont fixés aux traverses des supports, les supports sont relevés et un pont pré-assemblé au repère zéro leur est fixé.